# Sportgemeinschaft Ordnungspolizei Litzmannstadt
Il Sportgemeinschaft Ordnungspolizei Litzmannstadt, meglio conosciuta come SGO Litzmannstadt, è stata una società polisportiva tedesca, con sede a Litzmannstadt.

## Calcio

### Storia
Il club è stato fondato nel 1940 a Łódź, rinominata Litzmannstadt, nel territorio polacco annesso alla Germania a seguito della occupazione nazista del 1939, come club sportivo per le forze di polizia della Ordnungspolizei ed inserito nella Gauliga Wartheland.
Nella stagione 1941-1942, la squadra vinse la propria Gauliga, accedendo così alla fase nazionale del campionato tedesco. 
Lo SGO Litzmannstadt venne sorteggiato tra le squadre che accedevano direttamente agli ottavi di finale, ove incontrò i prussiani del VfB Königsberg, da cui furono eliminati con il pesantissimo risultato di 8-1.
Nel 1945 la squadra venne sciolta.

## Pallamano

### Storia
La squadra di pallamano dello SGO Litzmannstadt ha preso parte al campionato tedesco 1941-1942 come campione del torneo del Reichsgau Wartheland nel 1942, ma è stata eliminata nel turno preliminare dall'Ostbahn SG Krakau.
Il club prese parte anche al campionato successivo, ma fu nuovamente eliminato al primo turno, questa volta contro l'LSV Reinecke Brieg.